# 栃乃海晃嘉

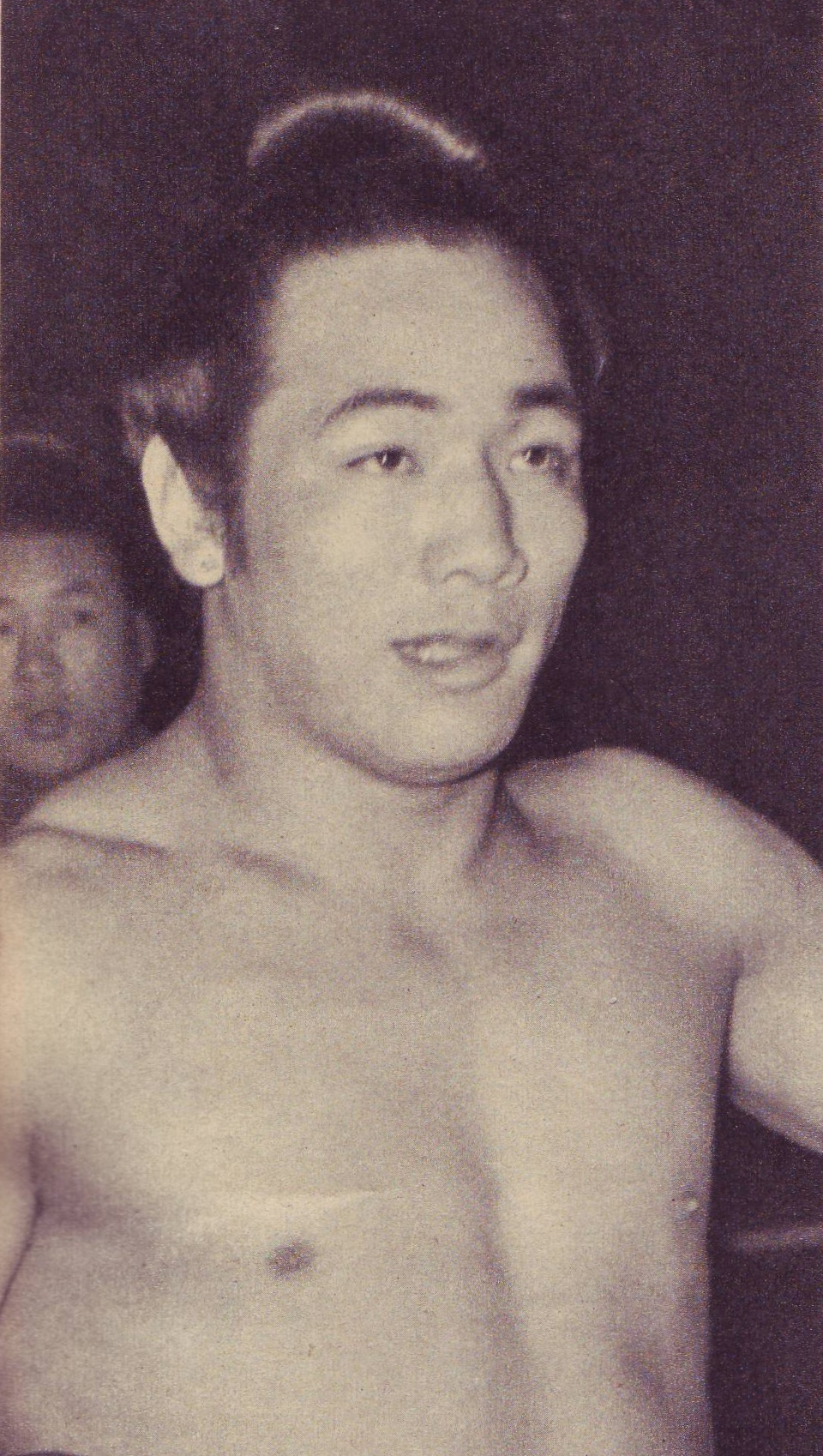
栃乃海晃嘉（1959年）

栃乃海晃嘉（日语：／ Tochinoumi Teruyoshi，1938年3月13日—2021年1月29日），原名花田茂廣，日本青森縣南津輕郡光田寺村（現在田舍館村）出身的前大相撲力士、第49代横綱。身高177cm，重110公斤。他所屬的相撲部屋是春日野部屋。
他在1964年獲得晉升。他和同時代人的大鵬幸喜和柏戶剛有點黯然失色，他只有110公斤，但他是一位著名的技術型力士，在他的職業生涯早期贏得了六次技能賞。1966年退役後，他在春日野部屋擔任教練，並從1990年起擔任主教練，直到2003年退休。

## 生涯
花田茂廣生於青森縣南津輕郡田舎館村，他於1955年9月首次亮相。他加入了春日野部屋，這是一個久負盛名的相撲部屋，曾經生產過橫綱栃木山守也和栃錦清隆。他最初以他自己的姓氏花田戰鬥（然而他與若乃花和貴乃花出身的著名“花田王朝”無關）。在較低級別的大約三年後，他在1959年1月到達十兩，並在1960年3月被提升至幕內級別。在兩個負越後，他被降級為十1兩但是立即贏得了14-1的優勝記錄，並被提升回來。然後他採用了四股名栃乃海。他於1962年5月在闔脇位置獲得了他的第一個優勝，他和同伴栃光一起晉升為大關。他在1963年11月贏得了他的第二個優勝，並在1964年1月取得了13-2的戰績，賽後他晉升橫綱，儘管一些人對他體重不足表示懷疑。
成為橫綱後，他只能在1964年5月贏得另一個優勝，並受到坐骨神經痛的嚴重限制，在1965年發布了一系列8-7記錄。他在1965年9月以10-5的比分恢復，但後來右臂肌肉嚴重受傷。他曾表示希望他可以比賽直到30歲，但是在經歷了傷病困擾的1966年之後，他在年底退休，只有28歲，使他成為有史以來最年輕的退役橫綱。
他的整體幕內戰績是635場，310勝，184負和104休。

## 引退後
引退後，他以中立名義留在春日野部屋作為年寄。他沒有立即負責部屋運作，而是擔任助理教練。然而，1990年1月，在前任栃錦死亡之後，他確實成為了春日野的主教練。他培養出的關取包括栃乃洋泰一，栃乃花仁、栃榮篤史、春日錦孝嘉。他在2003年達到法定退休年齡65歲時退下來，把部屋交給前關脇栃乃和歌清隆接手。在2017年4月佐田之山晉松死後，他是年紀最大的前橫綱。

## 個人生活
他的第一次婚姻以離婚告終。 他的第二任妻子和他的第一任妻子一樣，來自演藝界，因為她曾是寶塚歌劇團的成員。他的長子康行也是春日野部屋的力士，於1986年3月加入，但在1991年退休，始終停留在序二段級別。
在2021年1月29日因吸入性肺炎去世，享年82歲。